# 신식 할머니
"신식 할머니"(The Modern Grandma)는 한국에서 제작된 백호빈 감독의 1964년 드라마 영화이다. 조미령 등이 주연으로 출연하였고 백완 등이 제작에 참여하였다.

## 출연

### 주연
- 조미령
- 남궁훈
- 방성자
- 허장강

### 조연
- 김승호
- 황정순
- 주선태
- 윤인자
- 이수련
- 남미리
- 정민
- 이은심
- 주연
- 장명숙

## 기타
- 원작자: 유호
- 제작부장: 최현민
- 촬영부: 김추남
- 조명: 이기섭
- 조명부: 안해룡
- 스크립터: 이수
- 조감독: 김호선
- 음향: 최형래
- 사운드: 손인호
- 미술: 박석인
- 현상: 성림
- 현상: 김형근